# Dieter Eilts
Dieter Eilts (ur. 13 grudnia 1964 w Upgant-Schott) – niemiecki piłkarz występujący na pozycji defensywnego pomocnika, i trener piłkarski. Z reprezentacją Niemiec, w której barwach rozegrał 31 meczów, zdobył mistrzostwo Europy w 1996 roku. W barwach Werderu Brema przez osiemnaście lat rozegrał 390 meczów i strzelił 7 goli. Od 2004 roku jest selekcjonerem młodzieżowej reprezentacji Niemiec.

## Sukcesy piłkarskie
- mistrzostwo Niemiec (1988 i 1993), Puchar Niemiec (1991, 1994 i 1999) i Puchar Zdobywców Pucharów 1992 z Werderem Brema